# ديوني
ديوني هي شخصية في الميثولوجيا الإغريقية الأولى وكانت زوجة زيوس، وذكر سترابون أنه قد تم إشراكها مع زيوس نايوس إله الخصب في دودونا حيث كانت تجلس إلى جانبه وتلبس خمارا عرائسيا وإكليلا وتحمل صولجانا، وبعد أن اضمحلت أهمية المعبد أخذت هيرا مكانها كزوجة زيوس. ويظهر أن عبادتها كانت موجودة في أثينا حيث كان لديها مذبح أمام الإريخثيوم، ووصفت في أماكن عديدة بعد دخولها إلى النظام الديني الإغريقي، وقال هوميروس في الإلياذة أنها أنجبت من زيوس ابنتها أفروديت والتي دعيت لاحقا باسم ديوني (كذلك فإن لقب ديونايوس الذي أعطي ليوليوس قيصر أتى بعد أن زعم انه من نسل فينوس). وذكر هسيود أنها كانت إحدى بنات أوشينوس، وفيريكيدس قال أنها إحدى حوريات دودونا ومرضعات ديونيسوس وقال يوربيديس أنها كانت أم ديونيسوس بينما يرى هيغينوس أنها كانت ابنة أطلس وزوجة تانتالوس وأم بيلوبس ونيوبي وآخرون جعلوها من العمالقة وأنها كانت ابنة أورانوس وغايا، وبشكل عام فربما كانت ديوني تجسيدا أنثويا لصفات زيوس.